# Eriocaulon magnificum
Eriocaulon magnificum är en gräsväxtart som beskrevs av Wilhelm Willy Otto Eugen Ruhland. Eriocaulon magnificum ingår i släktet Eriocaulon och familjen Eriocaulaceae.

## Underarter
Arten delas in i följande underarter:
- E. m. goyazense
- E. m. magnificum